# Хронология событий в фильмах «Терминатор»
Ниже приводятся даты всех событий в серии фильмов «Терминатор». Список составлен на основе прямых (названных в фильмах) и косвенных указаний (когда время одного события определяется относительно другого). Даты второго типа отмечены звёздочкой и снабжены пояснительным примечанием. В списке не делается самостоятельных попыток согласовать расхождения и случайные совпадения, которые встречаются между фильмами. Информация о таких случаях сообщается в примечаниях.

## Общая характеристика
Из-за происходящих во вселенной «Терминатора» путешествий во времени история в сюжете построена на логически верных, но необычных причинно-следственных связях, которые можно назвать «парадоксом отца». Так, «Скайнет» образовывается за счёт найденных сотрудниками «Кибердайн системс» деталей от терминатора, которого «Скайнет» сам же создаёт и отправляет в прошлое. А Джон Коннор становится лидером Сопротивления в будущем, благодаря тому что Сара Коннор растила его со знаниями о войне после Судного дня и о терминаторах. Таким образом, история в сюжете двух первых картин образует «кольцо», в котором все действия, совершаемые путешественниками во времени, являются предопределёнными, а «Скайнет» и Джон Коннор создают сами себя. Как говорит Джон Коннор в четвёртом фильме, обращаясь к Маркусу Райту как к олицетворению «Скайнета»: «Мы с тобой начали эту войну ещё до своего рождения».
Однако в тот момент, когда Сара Коннор бросает вызов судьбе, решая убить программиста Майлза Дайсона, создавшего «Скайнет», ход истории изменяется. В расширенной версии второго фильма, позже выпущенной на видео, в качестве альтернативной концовки добавлена сцена мирного будущего, в котором Сара благополучно дожила до старости, а Джон стал выдающимся политиком, а не генералом. Первоначальная концовка остаётся открытой относительно глубины произошедших изменений.
Действие третьего фильма продолжает хронологию предыдущей части и происходит в изменившемся будущем. Судный день теперь начинается на несколько лет позже, и в войне «Скайнета» против человечества появляются новые обстоятельства. Предотвратить Судный день не удаётся, но предпринятые героями действия вновь частично меняют ход будущего. В нём происходят события четвёртого фильма, где показана середина войны со «Скайнетом». В сюжете фильма нет путешествий во времени. Однако и «Скайнет», и Джон Коннор активно используют в своих действиях известную им информацию о ходе будущего, что задаёт интригу ожидания новых возможных изменений.
Пятый фильм, с которого предполагалось начать перезапуск франшизы, сюжетно не связан с третьим и четвёртым. Кольцо событий, существовавшее в первоначальной линии будущего, разрушается здесь в результате вмешательства «Скайнета», прибывшего из параллельного мира. Возникает новая линия времени, в которой события второго, третьего и четвёртого фильма уже не произойдут, а события, показанные в первом фильме, развиваются иначе. Новый «Скайнет» превращает Джона Коннора в терминатора и отправляет его в изменившееся прошлое, чтобы тот создал его самого и защитил от возможных атак. Сару Коннор, чья биография теперь стала другой, защищает Терминатор Т-800, но кто и при каких обстоятельствах его отправил, героям фильма не известно. При перемещении Кайла Риза в новое прошлое возникает непредсказуемый эффект — способность помнить воспоминания своего двойника, который живёт мирной жизнью в этой линии времени. Из этих «воспоминаний» Риз узнаёт, что из себя представляет новый «Скайнет» и когда он будет запущен. Получив эту информацию, герои перемещаются в будущее и не дают новому Судному дню наступить. В финале фильма Риз приходит к самому себе и сообщает информацию о «Скайнете». Сара и Риз уверены, что на этот раз со «Скайнетом» покончено навсегда, но концовка фильма остаётся открытой.
Шестой фильм заново продолжает вторую часть, игнорируя третий, четвёртый и пятый фильмы. Его сюжет построен на том, что в первоначальной линии будущего существовало ещё несколько терминаторов, отправленных «Скайнетом», о которых прежде не было известно (в сюжете фильма это никак не объяснено). Очевидно, в первоначальном будущем их деятельность не была успешной. Изменив будущее, Сара и Джон трагическим образом изменили свою личную судьбу. Поскольку Судный день не состоялся, следующему терминатору удалось найти Джона Коннора в мирном времени и убить его. Судьба человечества также остаётся неясной. Хотя «Скайнет» теперь не будет создан, в 2020-е годы возникнет другой искусственный интеллект — «Легион», чьи взаимоотношения с человечеством повторят тот же самый путь. Новым лидером Сопротивления теперь станет девушка по имени Дани Рамос. Чтобы убить её ещё до начала войны, «Легион» отправляет в прошлое терминатора Rev-9. Ему противостоит кибернетически усиленная солдат Грейс, отправленная людьми. Все события фильма представляют собой временную петлю.
С точки зрения реальной хронологии, время действия фильмов уже стало «прошлым». Основные события первой части происходят 12-14 мая 1984 года, второй — в июне 1994 или 1995 года, третьей — 24-25 июля 2004 года, четвёртой — 21-26 мая 2018 года, пятой — в октябре 2017 года. Действие первого фильма происходит в том же году, в котором он вышел на экран. Второго, третьего, пятого — в ближайшем будущем, отдалённом от их выхода на 3-4 года, 1 год и 2 года соответственно, четвёртого — в более отдалённом, постапокалиптическом будущем, на 9 лет позже своего выхода. Действие шестой части — «Терминатор: Тёмные судьбы» — происходит в 2020 году, на год позже выхода фильма.

## Линия времени в фильмах «Терминатор» и «Терминатор 2: Судный день»
- 1964/1965 год* — рождение Сары Коннор[5].
- 12 мая 1984 года — действие фильма «Терминатор». От прибытия 1-го терминатора (01:52) и Кайла Риза до ареста Риза и помещения Сары в полицейский участок[6] .
- 13 мая — действие фильма «Терминатор». От допроса Риза в участке до бегства Сары и Риза из мотеля[7] .
- 14 мая, ночь и раннее утро — действие фильма «Терминатор». Бегство из мотеля[8]. Преследование Сары и Риза терминатором. Гибель Риза и уничтожение терминатора.
- 10 ноября — эпизод с Сарой в Мексике. Сделана фотография Сары. В будущем Джон передаст этот снимок Ризу.
- 28 февраля 1985 года — рождение Джона Коннора.
- Начало 1990-х* — Сара и Джон возвращаются в США. Сара пытается взорвать «Кибердайн системс», её арестовывают и помещают в психиатрическую клинику. Джону назначают опекунов[9].
- Суббота, июнь 1994 или 1995 года* — действие фильма «Терминатор 2: Судный день»[10]. От прибытия 2-го терминатора и Т-1000 до приезда героев в Пескадеро[11].
- Воскресенье — действие фильма «Терминатор 2». От бегства из клиники до сцены на заводе включительно. Гибель Дайсона, взрыв «Кибердайна» и уничтожение всех следов пребывания терминаторов приводят к изменению истории. Возникает новая линия будущего.

### Первоначальное будущее до изменения
- Конец 1994 или 1995 года* — Дайсон заканчивает работу, и «Кибердайн системс» выпускает революционный процессор[12].
- 4 августа 1997 года — запуск «Скайнета».
- 29 августа 1997 года, 02:14 по вост. времени (10:14 по моск. времени) — «Скайнет» выходит из-под контроля и вскоре начинает ядерную войну.
- 2002/2003 год* — рождение Кайла Риза[13] .
- 2021 год — Кайл Риз поступает в армию Сопротивления, в 132-й батальон Перри.
- Ок. 2024* — появление терминаторов серии 800[14].
- 2027 год — Кайл Риз переводится из батальона Перри под непосредственное командование Джона Коннора.
- 11 июля 2029 года — конец войны человечества против «Скайнета». Победа человечества (действие начальной сцены фильма «Терминатор 2»). Два броска: первый терминатор и Риз отправляются в 1984 год, второй терминатор и Т-1000 — в 1994/1995[15].

### Мирное будущее после изменения (альтернативная концовка расширенной версии «Терминатора-2»)
- 2024/2025 год* — у Джона Коннора родилась дочь[16].
- 11 июля 2029 года — действие альтернативной концовки фильма. Сара Коннор сидит в парке и завершает свой рассказ о будущем[17].

## Линия времени в фильме «Терминатор 3: Восстание машин»
Действие фильма происходит в изменившемся будущем, в котором Судный день наступает на 7 лет позже, а «Скайнет» восстаёт при других обстоятельствах. Из событий, относящихся ко времени действия предыдущих частей, отмечены только те, которые упоминаются непосредственно в фильме и не являются ошибками.
- 1994 год* — Джон встречается с Кейт Брустер[19]. Саре Коннор ставят диагноз лейкемия[20].
- 1994 год* — прибытие 2-го терминатора. Взрыв «Кибердайна», Судный день отсрочен[21].
- 1997 год — смерть Сары Коннор[22].
- 24 июля 2004 года — действие фильма «Терминатор 3: Восстание машин». Прибытие T-X и 3-го терминатора (T-850). Т-Х убивает несколько ключевых фигур будущего Сопротивления[23].
- 25 июля* — действие фильма «Терминатор 3: Восстание машин».
  - Ок. 17:18* (часовой пояс не назван) — «Скайнет» захватывает всю военную инфраструктуру[24].
  - 18:18 — «Скайнет» наносит ядерный удар, наступил Судный день.
- 4 июля 2032 года — Джон Коннор убит терминатором T-850[25].
- 28 октября 2033 года — Кейт отправляет терминатора T-850 в 2004 год[26].

## Линия времени в фильме «Терминатор: Да придёт спаситель»
До момента наступления Судного дня совпадает с линией «Терминатора 3». После действий, предпринятых героями в Т3, будущее частично изменено, и ход войны, описанный в Т3, не во всём совпадает с ходом войны в четвёртом фильме.
- 22 августа 1975 года — рождение Маркуса Райта.
- 2002 год* — рождение Кайла Риза[27].
- 2003 год — Маркус Райт приговорён к высшей мере наказания и казнён. Перед смертью он завещает своё тело для исследований компании «Кибердайн системс».
- 21 мая — 26 мая 2018 года — действие фильма «Терминатор: Да придёт спаситель». Гибель командования Сопротивления. Джон Коннор встречается с Кайлом Ризом. Появление терминаторов серии 800[28].

## Линия времени в фильме «Терминатор: Генезис»
Действие фильма начинается в первоначальном (или очень похожем на него) варианте будущего. Но затем возникает альтернативная линия времени, в которой создание «Скайнета» происходит другим путём. Теперь «Скайнет» — это революционное компьютерное приложение «Генезис», и новый Судный день наступит после его активации в октябре 2017 года. Из событий первоначального будущего отмечены только те, которые упоминаются в фильме.
Первоначальная линия времени
- 29 августа 1997 года — Судный день.
- Конец сентября или октябрь* 2004 года — родился Кайл Риз[29].
- ок. 2017 года* — действие начальной сцены фильма. Кайл Риз встречает Джона Коннора.
- 2021 год — Кайл Риз поступает в армию Сопротивления.
- 2029 год — действие второй сцены фильма. Люди побеждают в войне. За несколько мгновений до своего уничтожения «Скайнет» отправляет в 1984 год 1-го терминатора (Т-800), чтобы убить Сару Коннор. Джон Коннор отправляет Кайла Риза на её защиту. В тот момент, когда Риз ещё находится в машине времени, на Джона Коннора нападает другой «Скайнет», прибывший из параллельной линии времени. Он убивает всех людей, находящихся в бункере, и овладевает телом и сознанием Джона, превращая его в терминатора Т-3000. Возникает новая линия времени.

Новая линия времени
- 1973 год — Т-1000 убивает родителей Сары Коннор. Т-800 («Папс») спасает Сару и становится её воспитателем[30].
- 12 мая 1984 года — действие фильма от прибытия 1-го Т-800 и Кайла Риза до растворения Т-1000 в кислоте. Сара и Риз отправляются на машине времени в октябрь 2017 года.
- Конец сентября или октябрь* 2004 года — родился Кайл Риз.
- 2014 год — Т-3000 в облике Джона Коннора прибывает из 2029 года и устраивается на работу в «Кибердайн Системс». Он помогает Майлзу и Денни Дайсонам усовершенствовать программный код «Генезиса» и начинает разработку технологий жидкого металла и машины времени.
- Конец сентября или октябрь* 2017 года, за 3 дня до активации «Генезиса» — Кайл Риз отмечает свой 13-й день рождения[31].
- Октябрь 2017 года, за 2 дня до активации «Генезиса», 23:40 — прибытие Сары и Кайла Риза из 1984 года. Их арестовывает полиция[32].
- Октябрь 2017 года, за 1 день до активации «Генезиса», раннее утро — поздний вечер — действие фильма от сцены в больнице до взрыва «Кибердайна». Т-3000 уничтожен. Активация «Генезиса» не состоялась, и новый Судный день не наступил, но «Генезис» полностью не уничтожен[33].
- Некоторое время спустя — Кайл Риз инструктирует себя тринадцатилетнего насчёт «Генезиса».

## Линия времени в фильме «Терминатор: Тёмные судьбы»
Продолжает линию «Терминатора 2», не учитывая прошлые фильмы. В изменившемся будущем через 20 с лишним лет вместо «Скайнета» создан «Легион». Первоначальное будущее больше не существует, но отправленные из него терминаторы попадают в новое время.
- 29 августа 1997 года — Судный день не наступил. «Скайнет» никогда не будет создан.
- 1998 год — действие первой сцены фильма. В Гватемале Терминатор Т-800, об отправке которого прежде не было известно, убивает Джона Коннора.
- Между 1998 и 2020 — из первоначального (уже несуществующего) будущего прибывают ещё несколько терминаторов. Всех их уничтожает Сара Коннор. Т-800, оставшись без инструкций[34], самостоятельно определяет цель своего существования. Он заводит семью, приобретает чувство вины за убийство Джона и принимает имя Карл.
- 2020 год — в Мехико из будущего прибывают Грейс и терминатор Rev-9. Действие основной части фильма. События происходят в течение четырёх дней.
- Вскоре после этого — «Легион», ИИ, разработанный для ведения кибервойны, восстаёт против человечества[35].
- Несколько лет спустя — девочка Грейс встречает Дани Рамос. Благодаря Дани Рамос возникает организованное Сопротивление.
- 2042 год — человечество одерживает победу или приближается к ней. «Легион» отправляет Rev-9 в 2020 год для ликвидации Дани, взрослая Дани[36] отправляет на свою защиту Грейс.

## Хронология событий фильмов в новеллизациях и других производных источниках
Сведения по хронологии событий в фильмах содержатся в ряде сопутствующих продуктов франшизы, прежде всего, в официальных новеллизациях. По первым четырём фильмам существуют одноимённые романы, написанные на основе сценария. Все новеллизации близки к содержанию фильмов, однако в конкретных фактах могут с ними немного расходиться.
Романы по первым двум частям написаны давним другом Д. Кэмерона — Р. Фрейксом (соавтором первой книги также был сценарист фильма У. Вишер). Обе книги в точности соответствуют сценарию, включая сцены, которые планировались, но не были сняты или не вошли в итоговую версию картин. В них приводятся более подробные сведения, раскрывающие замысел показанных в фильмах временных парадоксов, в частности рассказывается об обстоятельствах возникновения «Кибердайн Системс» и о том, как Джон Коннор отправил в прошлое Кайла Риза и 2-го Терминатора, что важно для понимания циклической природы первоначальной временной линии. Для всех основных эпизодов в книгах указаны часы и минуты, однако все эти указания и почти все числа намеренно немного изменены по сравнению с фильмами. В книге «Терминатор» датой действия выбрана пятница 9 марта 1984 года (соответствует реальному календарю). В реплике полицейского отсутствует ошибочное название дня четвергом, а далее по ходу повествования ещё дважды подчёркнуто, что действие происходит именно в пятницу. Время прибытия Терминатора (03:48) тоже расходится с фильмом, о времени прибытия Риза, которое в фильме не названо, говорится, что оно произошло спустя ровно 24 минуты, в 04:12. В книге «Терминатор 2: Судный день» датой действия названы выходные 8-9 июня 1992 года (не соответствуют ни реальному календарю, ни 10-летнему возрасту Джона). Судный день 29 августа 1997 года и день 11 июля 2029 года, в который в первоначальном будущем была одержана победа над «Скайнетом», а в мирном будущем происходит эпизод с Сарой в парке, такие же как в фильме. В книге вскользь упоминается несколько интересных дополнительных фактов о войне.
В официальной новеллизации Д. Хэгберга «Терминатор 3: Восстание машин» датой действия назван год выхода фильма на экран (2003) и месяц июль без указания числа. Второй день действия, в котором происходит основная часть событий, назван субботой. Как и в фильме говорится, что на момент встречи со 2-м Терминатором Джону Коннору было 13 лет. Через эту дату автор определяет текущий возраст Джона в 25 лет. О событиях прошлого фильма говорится, что они были 12 лет назад (подразумевается тоже год выхода на экран — 1991). В книге более подробно, чем в фильме, рассказывается о будущем, в том числе подтверждается, что в 2029 году война ещё не завершилась, благодаря чему «Скайнет» успел создать более продвинутый вид терминатора. Датой отправки Т-Х называется июль 2029 года, датой отправки Т-850 — июль 2030 года. Производные от фильма источники по-разному определяют дату нового Судного дня, так как в самом фильме она не названа прямо. Среди вариантов можно встретить: 2003, 25 июля 2003, 2004. Первой попыткой систематизации сведений саги в официальном источнике стало DVD-издание «Терминатора 3», в котором среди дополнительных материалов были «Terminator Timeline» (график с датами всех событий) и стилизованный под документальный фильм ролик «Sky Net Database» с информацией о героях.
Сериал «Хроники Сары Коннор» сюжетно является самостоятельным продолжением фильма «Терминатор 2». Хотя фактически он частично согласован и с третьим фильмом (в частности, в нём упоминается про предстоящую смерть Сары от рака). Временная шкала, касающаяся первых частей, в сериале немного смещена. События второго фильма происходят в 1997 году. Камерон, другие терминаторы и Кайл Риз прибывают из 2027 года. Джон родился 14 ноября 1983 года, Сара — 4 февраля 1965 года. В сериале показано несколько временных линий, так как герои часто пользуются машиной времени и изменяют будущее.
Официальная новеллизация А. Д. Фостера «Терминатор: Да придёт спаситель» очень близко следует сценарию (за исключением финальной сцены, которая была переснята уже во время производства фильма, в книге не говорится о ранении Джона Коннора и судьбе Маркуса Райта). Временем действия как и в фильме назван 2018 год. В финальной сцене разговора Маркуса с Сереной Коган в книге воспроизведена реплика, которая отсутствует в самом фильме, но осталась в российском кинопрокате, что «Скайнет» пытался убить Джона Коннора 44 года.
Для съемок «Терминатора: Тёмные судьбы» было специально изготовлено досье Сары, но его содержимое осталось за кадром фильма (закрытую папку держит в руках оперативник). Там указана дата рождения 13 ноября 1965 года (не соответствует 19-летнему возрасту в первом фильме) и дата госпитализации в Пескадеро 15 сентября 1991 года.
Аниме-сериал «Терминатор Зеро» декларирует преемственность с кинофильмами, но сюжетно с ними не связан. Основное действие происходит в Японии накануне и во время Судного дня 29 августа 1997 года. Показаны три временные линии.
| Событие/факт                                          | Фильм                                                                                              | Книга |
| Р. Фрейкс, У. Вишер. «Терминатор»                     | | |
| Время действия (реплика полицейского)                 | 12 мая четверг                                                                                     | 9 марта пятница                                                                                            |
| День недели в реплике Джинджер                        | пятница                                                                                            | пятница |
| Время прибытия терминатора                            | 01:52                                                                                              | 03:48 |
| Время прибытия Кайла Риза                             | не названо                                                                                         | 04:12 |
| Время нападения терминатора на полицейский участок    | 03:17                                                                                              | 02:33 |
| Время ночного эпизода после бегства героев из участка | 04:36                                                                                              | 03:31 |
| Эпизод с Сарой в Мексике                              | 10 ноября                                                                                          | 126-й день, число не указано (выпадает на 12 июля), в книге Т2 126-й день, указано число 19 июля           |
| Возраст Кайла Риза                                    | 26 лет (сценарий)                                                                                  | от 19 до 25 лет, в книге Т2 19 лет                                                                         |
| Возраст Сары Коннор                                   | 19 лет (сценарий)                                                                                  | 19 лет |
| Р. Фрейкс. «Терминатор 2: Судный день»                | | |
| Гибель Сары Коннор во время боя в Мексике             | —                                                                                                  | ок. 2010*                                                                                                  |
| Сопротивление начинает активные боевые действия       | —                                                                                                  | 2014* |
| Сражение в начале фильма / сцена с Сарой в парке      | 11 июля 2029 (сценарий)                                                                            | 11 июля 2029                                                                                               |
| Судный день                                           | 29 августа 1997 02:14                                                                              | 29 августа 1997 02:14                                                                                      |
| Время действия                                        | Не названо                                                                                         | 8-9 июня 1992                                                                                              |
| Дни недели                                            | суббота и воскресенье                                                                              | суббота и воскресенье                                                                                      |
| Возраст Джона Коннора                                 | 10 лет                                                                                             | 10 лет |
| Дата рождения Джона                                   | 28 февраля 1985                                                                                    | Не названа                                                                                                 |
| Время прибытия терминатора                            | Не названо                                                                                         | 03:14 |
| Время прибытия Т-1000                                 | Не названо                                                                                         | 04:58 |
| Возраст М. Дайсона                                    | Не назван                                                                                          | 33 года |
| Д. Хэгберг. «Терминатор 3: Восстание машин»           | | |
| Время действия                                        | 24-25 июля 2004                                                                                    | Июль 2003, пятница и суббота                                                                               |
| Возраст Джона Коннора                                 | 23 года                                                                                            | ок. 25 лет                                                                                                 |
| Возраст Джона на момент встречи со 2-м терминатором   | 13 лет                                                                                             | 13 лет |
| Время прибытия 2-го терминатора                       | 10 лет назад                                                                                       | 12 лет назад                                                                                               |
| Время отправки Т-Х                                    | Не названо                                                                                         | Июль 2029                                                                                                  |
| Время отправки Т-850                                  | 28 октября 2033                                                                                    | Июль 2030                                                                                                  |
| Даты жизни Сары Коннор, указанные на надгробии        | 1959—1997                                                                                          | 1959—1997                                                                                                  |
| Время ядерного удара                                  | 18:18                                                                                              | 18:18 |
| А. Д. Фостер. «Терминатор: Да придёт спаситель»       | | |
| Время действия                                        | 2018                                                                                               | 2018 |
| Возраст Кайла Риза                                    | Не назван                                                                                          | 16 лет |
| Реплика Скайнета об убийстве Джона Коннора            | Ты, Маркус, сделал то, чего Скайнет не мог достичь на протяжении многих лет: ты убил Джона Коннора | Ты, Маркус, сделал то, чего Скайнет не мог достичь на протяжении сорока четырёх лет: ты убил Джона Коннора |

## Внешние ссылки
- TheTerminator FAQ, T2 FAQ
- The timeline in the Terminator universe
- Поминутная хронология событий в фильмах «Терминатор», «Терминатор-2: Судный день» и «Терминатор-3: Восстание машин».